# Géographie du Sri Lanka
Le Sri Lanka est un État insulaire situé au sud-est de l'Inde, à un emplacement stratégique et à proximité des grandes routes maritimes de l'océan Indien. Il a une superficie totale de 65 610 km2, avec 64 740 km2 de terres et 870 km2 d'eau. Son littoral est long de 1 340 km. Le climat du Sri Lanka comprend des moussons tropicales : la mousson du nord-est (de décembre à mars), et la mousson de sud-ouest (de juin à octobre). Le relief est majoritairement peu élevé, dominé par les plaines, avec un ensemble de trois zones montagneuses dans les parties sud et centrale de l'île. Le point culminant est le  Pidurutalagala, à 2 524,13 m. Les ressources naturelles principales sont le calcaire, le graphite, les sables minéraux, les pierres précieuses, les phosphates, l'argile, l'énergie hydroélectrique. L'île est reliée au sous-continent indien par le pont d'Adam, une chaîne de hauts-fonds de calcaire.

## Topographie

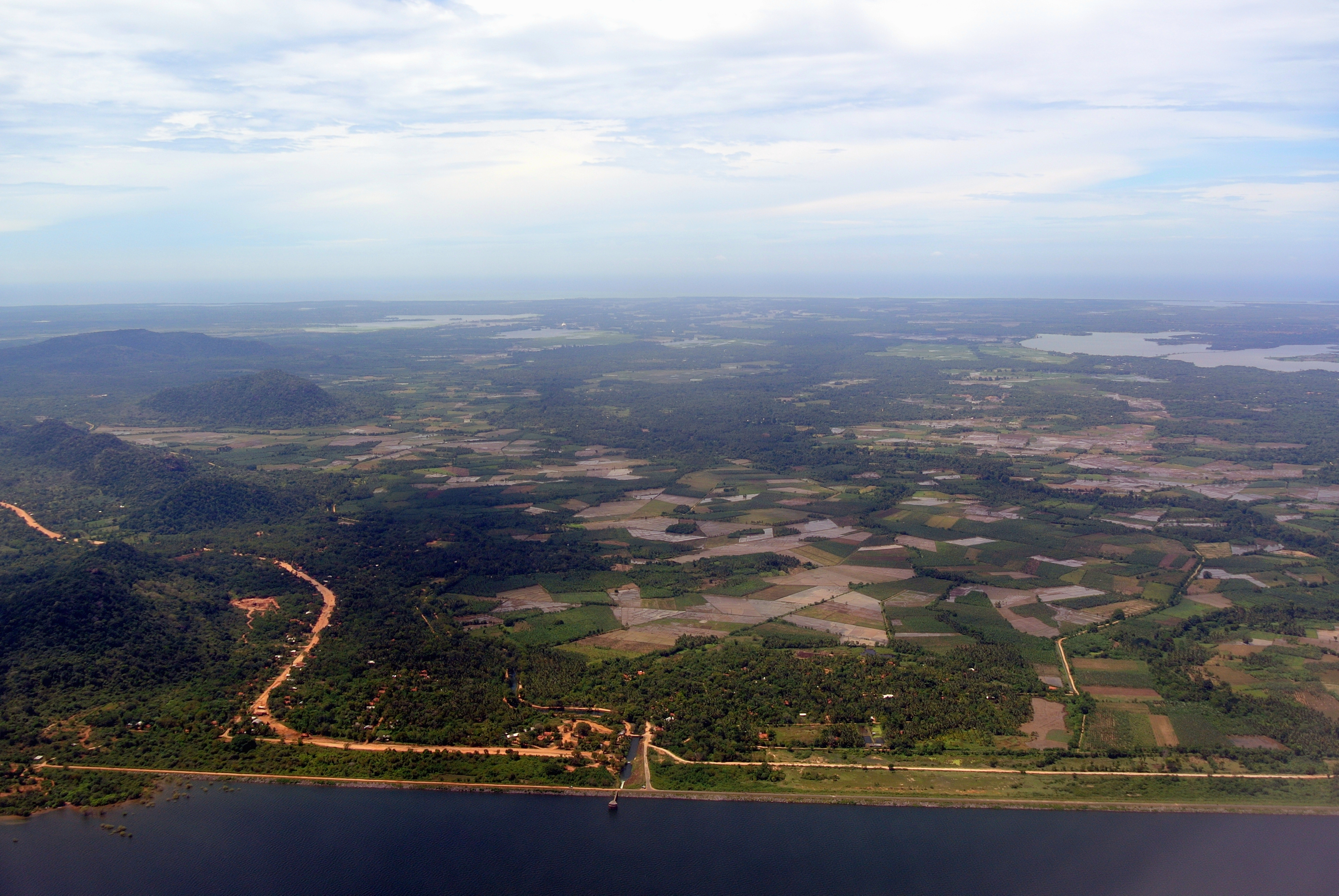
Vue aérienne montrant la plaine côtière près de Hambantota.

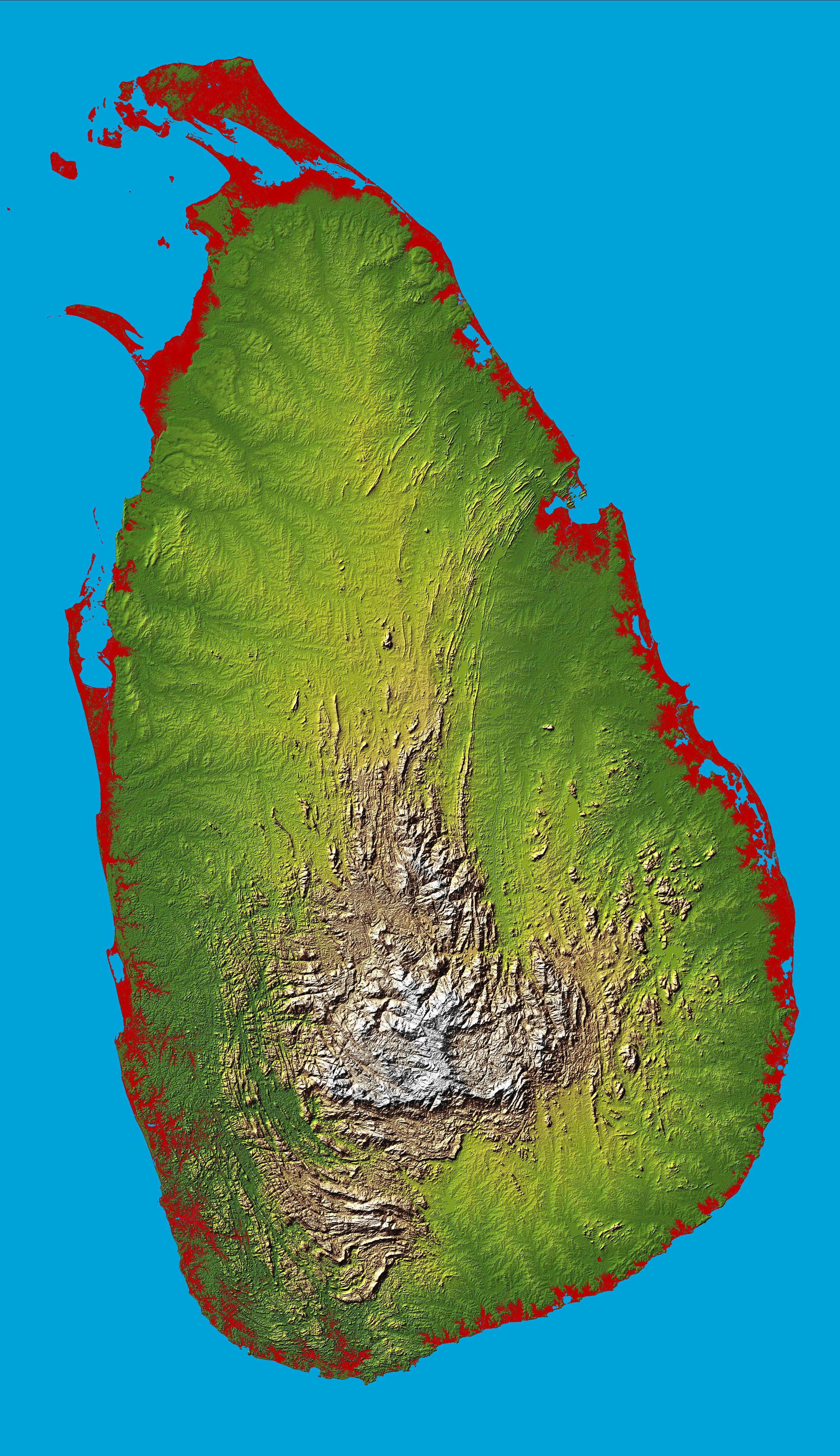
Topographie du Sri Lanka.

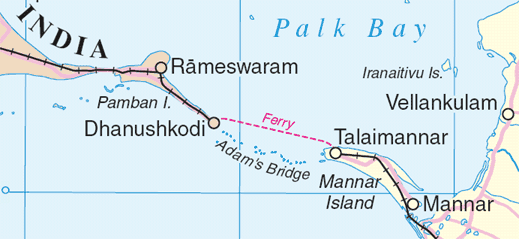
Le pont d'Adam, reliant l'Inde et le Sri Lanka entre le golfe de Mannar et le détroit de Palk.

Le Sri Lanka est relié au sous-continent indien par le pont d'Adam qui, selon la mythologie hindoue, fut construit par Râma. Selon des indices géologiques et des textes anciens, le pont d'Adam aurait été par le passé un isthme partiellement détruit par un cyclone tropical aux alentours de l’an 1480, créant les différentes îles de l'archipel.
Les nombreuses failles géologiques conjuguées à l’érosion importante font du Sri Lanka un pays au relief très varié. On distingue grossièrement trois régions, selon l’altitude : le centre montagneux, les plaines qui l’entourent et la ceinture côtière.
La plus grande partie de l’île est formée de plaines comprises entre 30 et 200 mètres d'altitude. Au sud-ouest, des crêtes et des vallées montent graduellement vers le haut plateau central, donnant un aspect très découpé au paysage. L’érosion importante de la région a drainé les versants, dont la terre accumulée en aval rend la plaine fertile et propice à l’agriculture. Au sud-est, des blocs de roche nue émergent ponctuellement du sol latéritique. La transition entre la plaine et les hauteurs est abrupte. À l’est et au nord, la plaine est plate, interrompue par d’étroites arêtes de granite.
Une ceinture côtière entoure l’île à environ 30 mètres d’altitude. Une grande partie de la côte est constituée de plages de sable.
Il y a trois zones montagneuses : les Monts Knuckles (Knuckles Hills) au centre de l'île, le Massif central (Central Hills) au centre-sud de l'île et les Monts Rakwana (Rakwana Hills) au sud de l'île.
Le Massif central abrite les plus hautes montagnes du pays, dont le point culminant Pidurutalagala, à 2 524,13 m, et le haut lieu de pèlerinage du pic d'Adam. Le cœur de cette région est un haut plateau s'étendant selon un axe nord/sud sur environ 65 km.

## Géologie
Plus de 85 % de la surface du Sri Lanka est située sur une couche datant du Précambrien, dont une partie est âgée de plus de 2 milliards d’années. La roche métamorphique en surface résulte de la compression à haute température de sédiments.
L’île est relativement pauvre en couches sédimentaires. Mis à part quelques dépôts récents au fond des vallées, on ne trouve que deux fragments du Jurassique (140 à 190 mio d’années) dans le district de Puttalam et, le long de la côte nord-est, une ceinture de calcaire un peu plus importante, datant du Miocène (5 à 20 mio d’années), partiellement recouverte par des couches du Pléistocène (1 mio d’années).

## Climat
Le climat du Sri Lanka est tropical humide. Les températures moyennes vont de 16 °C à Nuwara Eliya, où il peut geler pendant plusieurs jours en hiver, à 32 °C à Trinquemalay sur la côte nord-est. La moyenne annuelle sur l’ensemble du pays est de 28 30°. Janvier est le mois le plus froid ; mai, le plus chaud, précède la mousson d’été.
Les précipitations dépendent largement de la mousson et sont réparties en quatre saisons. La première saison pluvieuse s’étend de la mi-mai à octobre. Les vents s’établissent alors au sud-ouest et se gorgent d’humidité au-dessus de l’océan Indien. Lorsqu’ils rencontrent les versants sud des chaînes montagneuses, ils génèrent de fortes pluies sur le sud-ouest de l’île, parfois jusqu’à 2 500 mm par mois. L’intermousson, d’octobre à novembre, est traversées d’orages ponctuels et parfois de cyclones tropicaux. La mousson d’hiver dure de décembre à mars, pendant lesquels les vents de nord-est apportent l’humidité du golfe du Bengale sur les flancs nord de l’île. Une deuxième intermousson dure de mars à mi-mai.
Les régions montagneuses du sud-ouest sont les plus humides du pays. À Colombo, l’humidité relative est supérieure à 70 % toute l’année et peut atteindre 90 % au mois de juin. À Anurâdhapura, elle est de 60 % pendant l’intermousson de mars, mais monte à 80 % pendant les pluies de novembre et décembre.

## Environnement

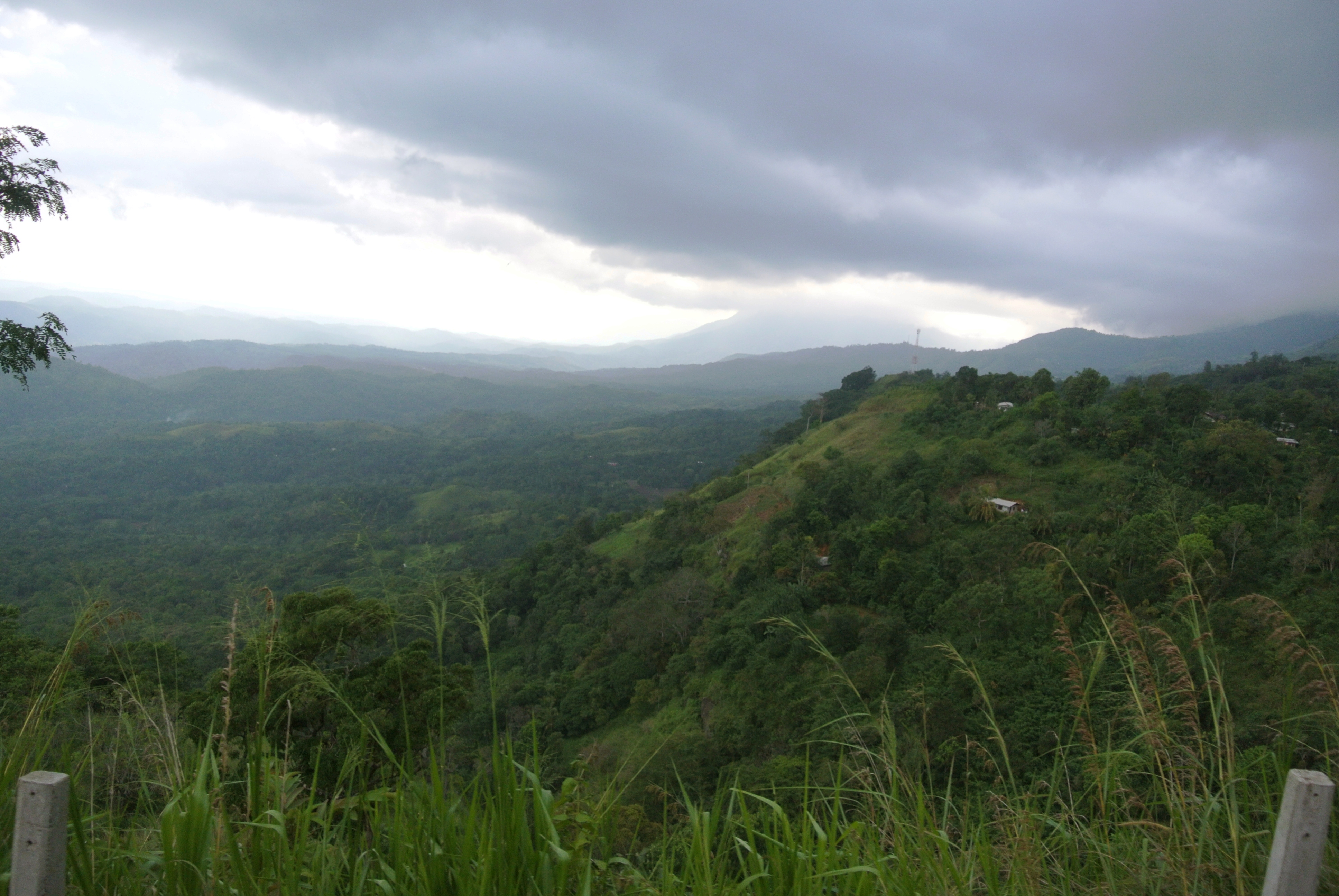
Cultures en bord de route, pâturages et forêt tropicale humide dans les collines au sud du district de Badulla

Exploitation du sol :
- terres arables : 14 %
- cultures permanentes : 15 %
- pâturages permanents : 7 %
- forêts : 32 %
- terres irriguées : 5 500 km2

Problèmes environnementauxdéforestation, érosion, espèces sauvages menacées par le braconnage et l’urbanisation, dégradation des côtes par l’activité minière et la pollution qui en découle, pollution des réserves d’eau douce, pollution de l’air à Colombo.
Catastrophes naturellescyclones tropicaux, tornades et tsunamis.

## Traités internationaux
- partie à: Convention sur la diversité biologique, ENMOD, désertification, espèces menacées, Convention de Bâle sur les déchets dangereux, droit de la mer, Convention de Londres sur la pollution des mers, interdiction partielle des essais nucléaires, protection de la couche d'ozone, Convention de Ramsar sur les zones humides;
- signé, mais non ratifié: préservation de la vie marine.